# Sarzeau
Cet article possède un paronyme, voir Sarzay.
Sarzeau [saʁzo] est une commune située dans le département du Morbihan, au sud de la région Bretagne. Elle se trouve sur la presqu'île de Rhuys, entre le golfe du Morbihan et l'océan Atlantique.

## Toponymie
Le nom de la localité est attesté sous les formes Sarzau en 1395, Sarzeau en Reuys en 1464, Reuis en 1477, Ruys en 1481, Sarzau en 1536, Serzau en 1630. À la Révolution française, en 1790, la commune de Sarzeau est renommée « Ville de Rhuys » pour mieux retrouver son toponyme originel.
En breton, la localité s'appelle Sarzhav (prononcé [saˈʁaw]).
L'étymologie du toponyme Sarzeau est discutée (grammatici certant). Il pourrait dériver du latin exsartum, qui est à l'origine du mot français « essart » désignant un terrain défriché, avec perte de la première syllabe.

## Géographie
Sarzeau fait partie du Parc naturel régional du golfe du Morbihan.

### Situation
La superficie de la commune représente la moitié de celle de la presqu'île de Rhuys.
Son territoire, de forme massive et globalement rectangulaire, est limité à l'ouest par les communes d'Arzon et de Saint-Gildas-de-Rhuys, au nord-est par celle de Saint-Armel et au sud-est par celle du Tour-du-Parc ; au nord par le golfe du Morbihan et au sud par l'océan Atlantique. Avec plus de 65 km de côtes, Sarzeau est l'une des communes de Bretagne et même de France qui disposent du plus long littoral.

### Communes limitrophes
| Golfe du Morbihan     | Golfe du Morbihan | Saint-Armel      |
| Saint-Gildas-de-Rhuys | Sarzaeu           | Le Tour-du-Parc  |
| Baie de Quiberon      | Baie de Quiberon  | Baie de Quiberon |

### Géographie physique
La côte du golfe du Morbihan, au nord, est sise sur un sol granitique où les sédiments se sont par endroits accumulés ; très découpée, elle alterne de petites criques sableuses (baie du Scluze, rade du Logeo…), quelques pointes rocheuses (pointe de l'Ours, pointe du Ruault, pointe de Bernon…), des vasières assez étendues (Anse du Poul, baie de Saint-Colombier…), d'anciens marais salants (marais du Duer, marais de Truscat) et quelques îles du golfe du Morbihan (Govihan, Stibiden, Brannec, Godec, île des Œufs…). Cet ensemble, à l'abri des houles atlantiques, constitue un milieu idéal pour la flore : les bois de feuillus (Kerhouët-Saint Maur, Beausoleil, Kerbodec…) et le maillage bocager (ormeaux, fougères…), sur un sol plus fertile, y sont mieux préservés que sur le littoral sud. La faune y trouve également un refuge paisible et riche en végétaux marins (roseaux, salicorne, graminées…) ; depuis une vingtaine d'années, une réserve ornithologique couvrant toute la baie de Saint-Colombier protège d'intéressantes espèces (canards et bernaches, limicoles, aigrettes…).

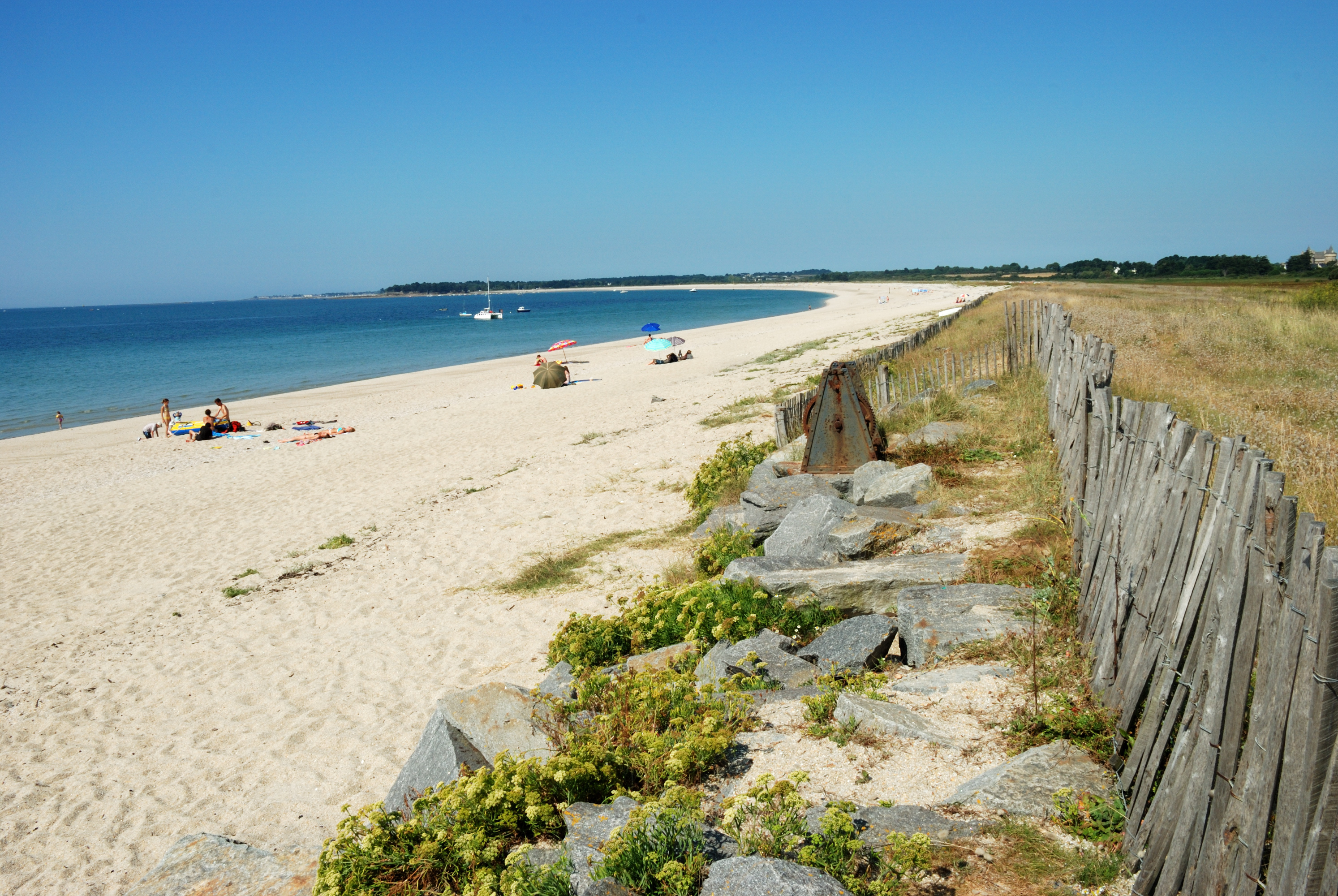
La plage de Penvins.

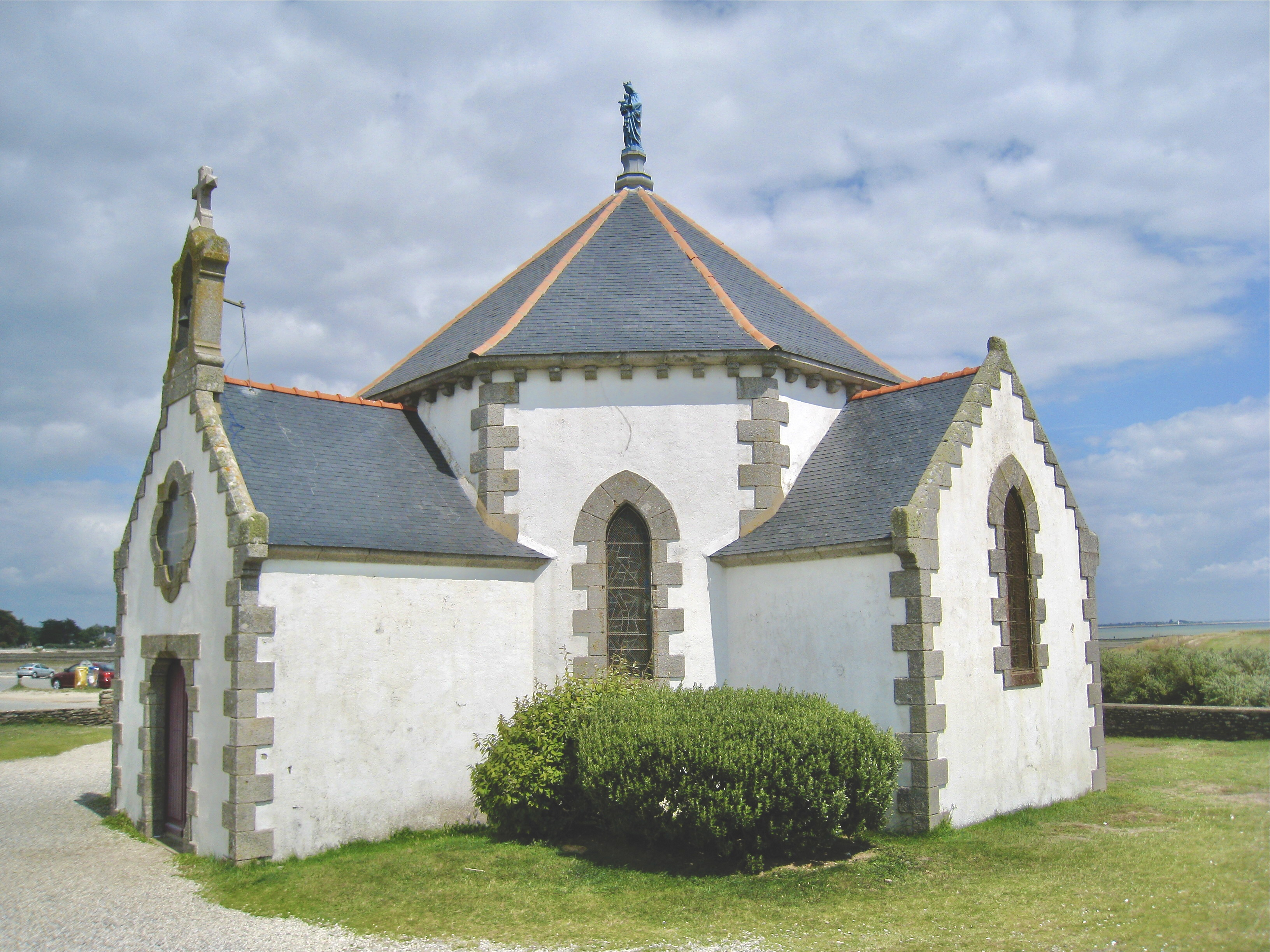
La chapelle Notre-Dame-de-la-Côte (Penvins).

La côte atlantique présente un aspect fort différent : de la Grée Saint Jacques à Banastère, on assiste à une succession de plages sableuses (la Grée, Kerfontaine, le Roaliguen, Suscinio, Landrezac, Penvins et Banastère), séparées par des pointes rocheuses (pointe de Saint-Jacques, Poent Hir, Beg-Lan, En Iniz, Becudo) dont la hauteur reste modeste. Les sols, en majorité schisteux, ont moins bien résisté aux fureurs de l'océan, ce qui explique l'érosion marquée en certains points (la chapelle de Saint-Jacques, construite à la pointe du même nom, s'est progressivement effondrée en mer au cours du XIXe siècle et fut reconstruite à Trévenaste) ; les roches visibles au large de Kerfontaine (Roh Naben et Beniguet) étaient accessibles à pied au siècle dernier. La plupart de ces plages (celles que les constructions n'ont pas obligé à drainer) conservent leur palus (= marais au revers de la dune) comme au Sodrio, au Suscinio, au Hayo ou au Bécudo. Autrefois exploités comme salines, ils sont aujourd'hui le sanctuaire d'une faune et d'une flore riches. Les terres, plus ingrates que sur le Golfe, servaient essentiellement de pâturages ; les bois, plus rares, sont plus souvent constitués de conifères, tandis que le bocage ne se rencontre qu'à partir des premiers « coteaux », en retrait de la côte. De la vigne y fut cultivée jusqu'au milieu du XXe siècle.

#### Les îles de Sarzeau
Sarzeau comporte plusieurs îles qui lui sont rattachées administrativement. Elles sont situées dans le golfe du Morbihan, donc au nord, néanmoins, du côté atlantique, on peut mettre en exergue la pointe de Penvins, une petite presqu'île.
- L'île des Œufs, minuscule rocher abritant toutefois une longère, est située au large de la pointe du Ruault, au sud de l'île Iluric (en Arz). Elle a une altitude maximale de 4 m.
- L'île Godec, quoique séparée de Sarzeau par un profond chenal, est aussi rattachée à Sarzeau. C'est une île basse entourée de parcs à huîtres qui la sépare d'Huric.
- L'île Stibiden, d'une superficie de huit hectares, comporte plusieurs bâtiments en granit. Plus haute (onze mètres) elle a été la propriété de Danielle Darrieux.
- L'île Govihan, au large du port du Logéo, est la plus vaste de la commune. Ses deux points culminants, au nord et au sud, atteignent 14 m. Un groupe de maisons est situé au sud-est. C'est l'une des rares îles du Golfe à disposer d'autant de plages que de roches.
- L'île Brannec comporte deux maisons récentes, face à l'île aux Moines.

Toutes sont des propriétés privées. Si jadis Ilur, alors qu'elle était rattachée au continent, était le siège d'une vaste paroisse qui couvrait le territoire de Sarzeau et bien au-delà (jusqu'à Surzur), elle est rattachée à Arz depuis le XVIe siècle.

### Le risque de submersion marine
Selon un index global correspondant à l'agrégation de 5 critères effectué en 2011 par l'Observatoire National des Risques Naturels, Sarzeau est, après Carnac, Damgan et Riantec, la quatrième commune du Morbihan la plus exposée au risque de submersion marine avec 13,40 % de sa population totale concernée et 16,50 hectares de bâti exposé au risque de submersion.

### Géographie humaine
Sarzeau est une ville touristique située à 22 kilomètres au sud de Vannes, sur la presqu'île de Rhuys. Sa surface est de 6 000 hectares, sa densité d'environ 120 habitants au kilomètre carré. Cette surface importante explique en partie son organisation en « trèves » (division de la paroisse en sous-ensembles, dirigés par un diacre tenant ses offices dans une chapelle propre à la trêve, le centre du bourg étant trop éloigné pour les habitants des villages périphériques). Si la pratique religieuse est moins forte que sous l'Ancien Régime ou au XIXe siècle, ces trèves continuent à exister dans l'inconscient collectif et les relations quotidiennes ; elles sont au nombre de sept :
- Saint-Saturnin (le bourg), cœur de la paroisse ;
- Saint-Maur (villages de Brillac, du Logeo, de Kerassel…) ;
- Saint-Martin (villages du Ruault, Saint-Martin, Fournevay…) ;
- Saint-Colombier (villages de Saint Colombier, Kerhouët, Kerentrec'h…) ;
- Saint-Démètre (villages de Penvins, la Grée, Banastère…) ;
- Saint-Nicolas (villages de Kerguet, Suscinio, Bodérin…) ;
- Saint-Jacques (villages de Kerfontaine, Trévenaste, Kerignard, du Roaliguen…).

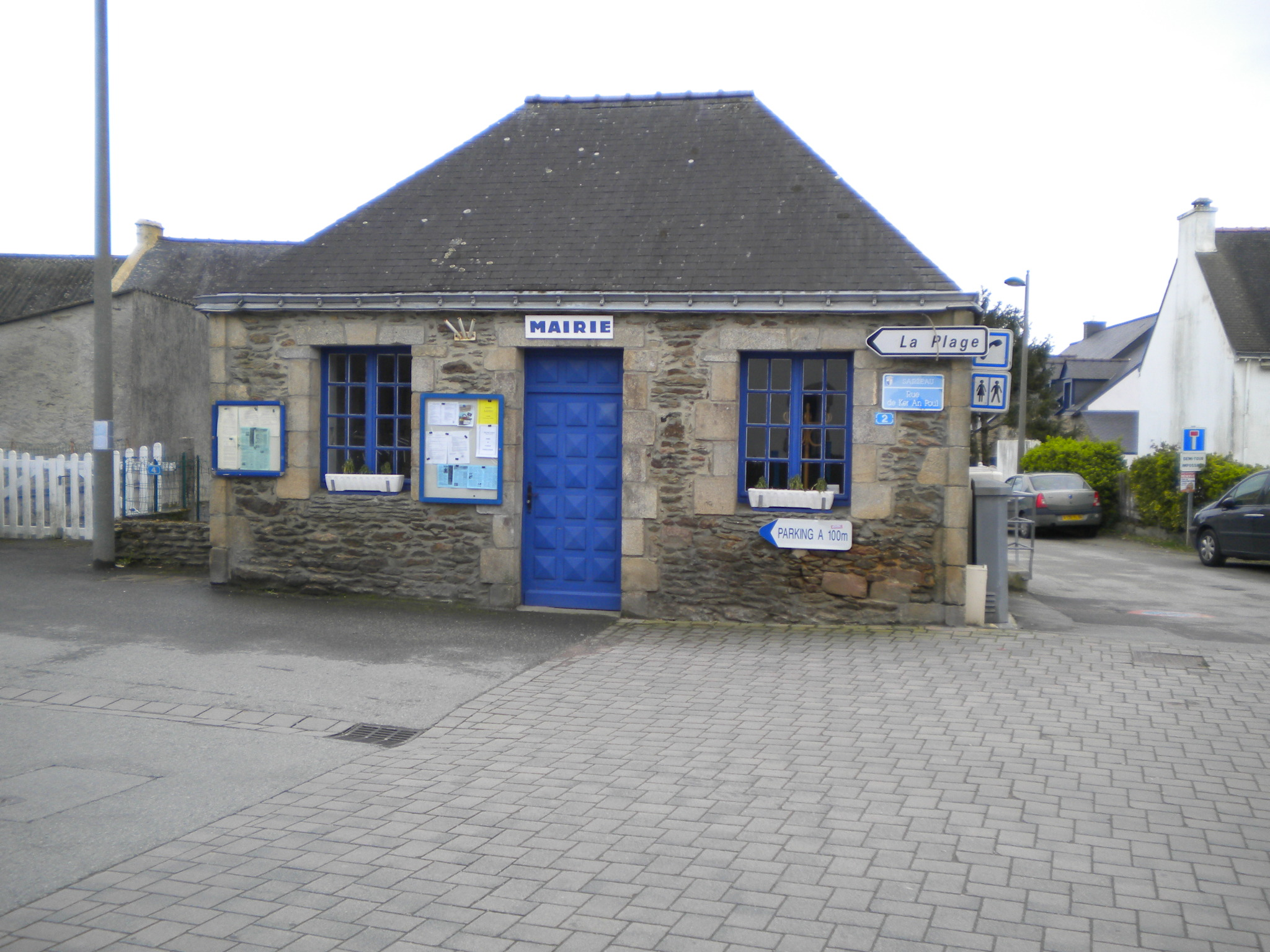
mairie annexe se trouvant à Penvins

Lorsque Sarzeau devint une commune pendant la Révolution, son territoire comprenait en outre les trêves de Saint-Armel et Saint-Clair (Le Tour-du-Parc), qui obtinrent leur indépendance au cours du XIXe siècle ; Brillac et Penvins tentèrent également de faire sécession, mais en vain. Aujourd'hui, outre l'opposition persistant entre « gens du Golfe » (aod bihan = petite côte) et « gens de l'océan » (aod braz = grande côte), les différents groupes de villages conservent souvent leur organisation propre, avec leur mairie annexe (Brillac et Penvins), leur école (autrefois Kerignard, Penvins et Brillac, aujourd'hui encore Saint-Colombier), leurs célébrations religieuses occasionnelles (Notre-Dame de la Côte à la Grée-Penvins, chapelle Saint-Jacques à Trévenaste…), voire leur propre paroisse (accordée à Brillac en 1926), leurs commerces (Saint-Jacques, Brillac), leurs propres fêtes (fête de la mer à Saint-Jacques, moules-partie à Brillac, fêtes médiévales de Suscinio…) et leur bureau de vote. Le tourisme tend à rendre plus ténue cette organisation traditionnelle, tout comme il a contribué à rendre moins sensible (ou moins visible) les spécificités socio-professionnelles de ces groupes de villages : tandis que Sarzeau-bourg monopolisait le commerce et les fonctions publiques, Saint-Jacques et le Logeo étaient surtout constituées de familles de marins, alors que Saint-Colombier, Penvins et Kerguet demeuraient rurales.

### Logement
En 2016 on recensait 10 586 logements à Sarzeau. La commune étant un lieu de villégiature prisé des vacanciers, 6 334 logements étaient des résidences secondaires (59,8 %), contre seulement 3 916 des résidences principales (37,1 %) et 336 des logements vacants (3,2 %). Sur ces 10 586 logements, 8 567 étaient des maisons (80,9 %) contre 1 535 des appartements (14,5 %). Le tableau ci-dessous présente la répartition en catégories et types de logements à Sarzeau en 2016 en comparaison avec celles du Morbihan et de la France entière.
|                                                         | Sarzeau | Morbihan | France entière |
| ------------------------------------------------------- | ------- | -------- | -------------- |
| Résidences principales (en %)                           | 37,1    | 74,5     | 82,3           |
| Résidences secondaires et logements occasionnels (en %) | 59,8    | 18,0     | 9,6            |
| Logements vacants (en %)                                | 3,2     | 7,5      | 8,1            |

### Hydrographie
Pour un article plus général, voir Réseau hydrographique du Morbihan.
La commune est située dans le bassin Loire-Bretagne. Elle est drainée par l'étier de Kerboulico et divers autres petits cours d'eau,.

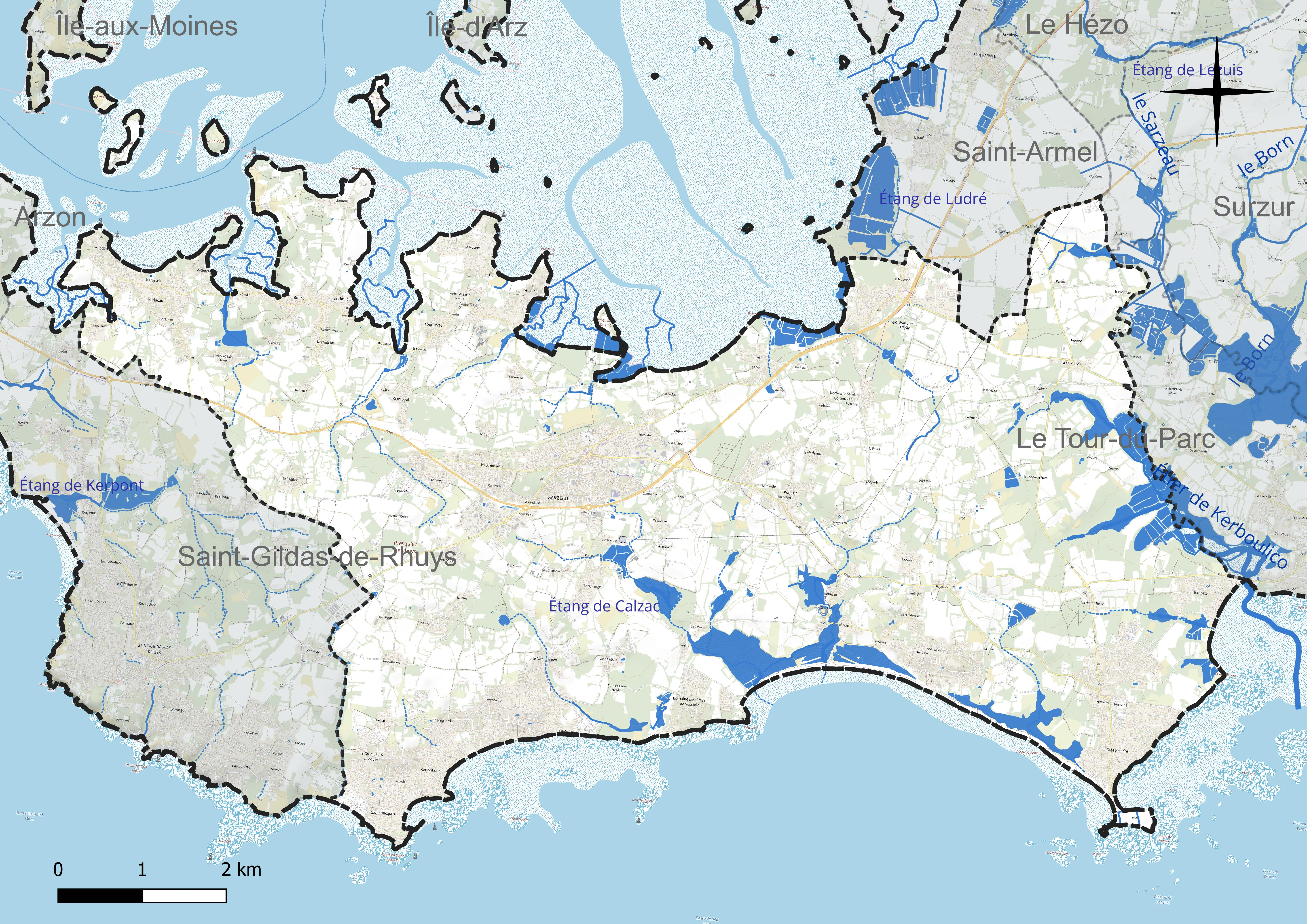
Réseau hydrographique de Sarzeau.

Un plan d'eau complète le réseau hydrographique : l'étang de Calzac (11,79 ha),.

### Climat
Le climat qui caractérise la commune est qualifié, en 2010, de « climat océanique franc », selon la typologie des climats de la France qui compte alors huit grands types de climats en France métropolitaine. En 2020, la commune ressort du type « climat océanique » dans la classification établie par Météo-France, qui ne compte désormais, en première approche, que cinq grands types de climats en métropole. Ce type de climat se traduit par des températures douces et une pluviométrie relativement abondante (en liaison avec les perturbations venant de l'Atlantique), répartie tout au long de l'année avec un léger maximum d'octobre à février.
Les paramètres climatiques qui ont permis d’établir la typologie de 2010 comportent six variables pour les températures et huit pour les précipitations, dont les valeurs correspondent à la normale 1971-2000. Les sept principales variables caractérisant la commune sont présentées dans l'encadré ci-après.
| Paramètres climatiques communaux sur la période 1971-2000 - Moyenne annuelle de température : 12,1 °C - Nombre de jours avec une température inférieure à −5 °C : 0,7 j - Nombre de jours avec une température supérieure à 30 °C : 1,9 j - Amplitude thermique annuelle : 11,8 °C - Cumuls annuels de précipitation : 852 mm - Nombre de jours de précipitation en janvier : 12,8 j - Nombre de jours de précipitation en juillet : 6,4 j |

Avec le changement climatique, ces variables ont évolué. Une étude réalisée en 2014 par la direction générale de l'Énergie et du Climat complétée par des études régionales prévoit en effet que la température moyenne devrait croître et la pluviométrie moyenne baisser, avec toutefois de fortes variations régionales. La station météorologique de Météo-France installée sur la commune et mise en service en 1995 permet de connaître en continu l'évolution des indicateurs météorologiques. Le tableau détaillé pour la période 1981-2010 est présenté ci-après.
| Mois                                  | jan.             | fév.          | mars          | avril         | mai           | juin          | jui.           | août           | sep.          | oct.            | nov.          | déc.            | année      |
| ------------------------------------- | ---------------- | ------------- | ------------- | ------------- | ------------- | ------------- | -------------- | -------------- | ------------- | --------------- | ------------- | --------------- | ---------- |
| Température minimale moyenne (°C)     | 4,2              | 4,3           | 5,7           | 7,2           | 10,3          | 12,8          | 14,4           | 14,5           | 12,5          | 10,8            | 7             | 4,1             | 9          |
| Température moyenne (°C)              | 6,6              | 7,2           | 9,1           | 11,1          | 14,3          | 17,2          | 18,8           | 18,9           | 16,9          | 14              | 9,9           | 6,8             | 12,6       |
| Température maximale moyenne (°C)     | 9,1              | 10,1          | 12,4          | 14,9          | 18,2          | 21,6          | 23,1           | 23,4           | 21,4          | 17,2            | 12,8          | 9,4             | 16,2       |
| Record de froid (°C) date du record   | −10,8 02.01.1997 | −6,6 28.02.18 | −5,7 01.03.05 | −0,3 07.04.08 | 1,6 02.05.21  | 5 01.06.11    | 8,4 09.07.1996 | 8,5 28.08.1998 | 4,7 26.09.10  | −0,8 29.10.1997 | −4,5 29.11.10 | −7,7 29.12.1996 | −10,8 1997 |
| Record de chaleur (°C) date du record | 14,7 16.01.1996  | 18,1 23.02.19 | 23 19.03.05   | 25 25.04.11   | 30,7 24.05.10 | 34,5 23.06.05 | 35,5 18.07.06  | 37,7 09.08.03  | 32,2 03.09.05 | 27,5 01.10.1997 | 20 01.11.15   | 15,7 27.12.15   | 37,7 2003  |
| Précipitations (mm)                   | 74,6             | 58            | 54,8          | 55,5          | 49,6          | 31,7          | 40,9           | 38,3           | 50,9          | 77,4            | 90,7          | 86,3            | 708,7      |

## Urbanisme

### Typologie
Au 1er janvier 2024, Sarzeau est catégorisée commune rurale à habitat dispersé, selon la nouvelle grille communale de densité à sept niveaux définie par l'Insee en 2022.
Elle appartient à l'unité urbaine de Sarzeau, une unité urbaine monocommunale constituant une ville isolée,. La commune est en outre hors attraction des villes,.
La commune, bordée par l'océan Atlantique, est également une commune littorale au sens de la loi du 3 janvier 1986, dite loi littoral. Des dispositions spécifiques d’urbanisme s’y appliquent dès lors afin de préserver les espaces naturels, les sites, les paysages et l’équilibre écologique du littoral, tel le principe d'inconstructibilité, en dehors des espaces urbanisés, sur la bande littorale des 100 mètres, ou plus si le plan local d’urbanisme le prévoit.

### Occupation des sols

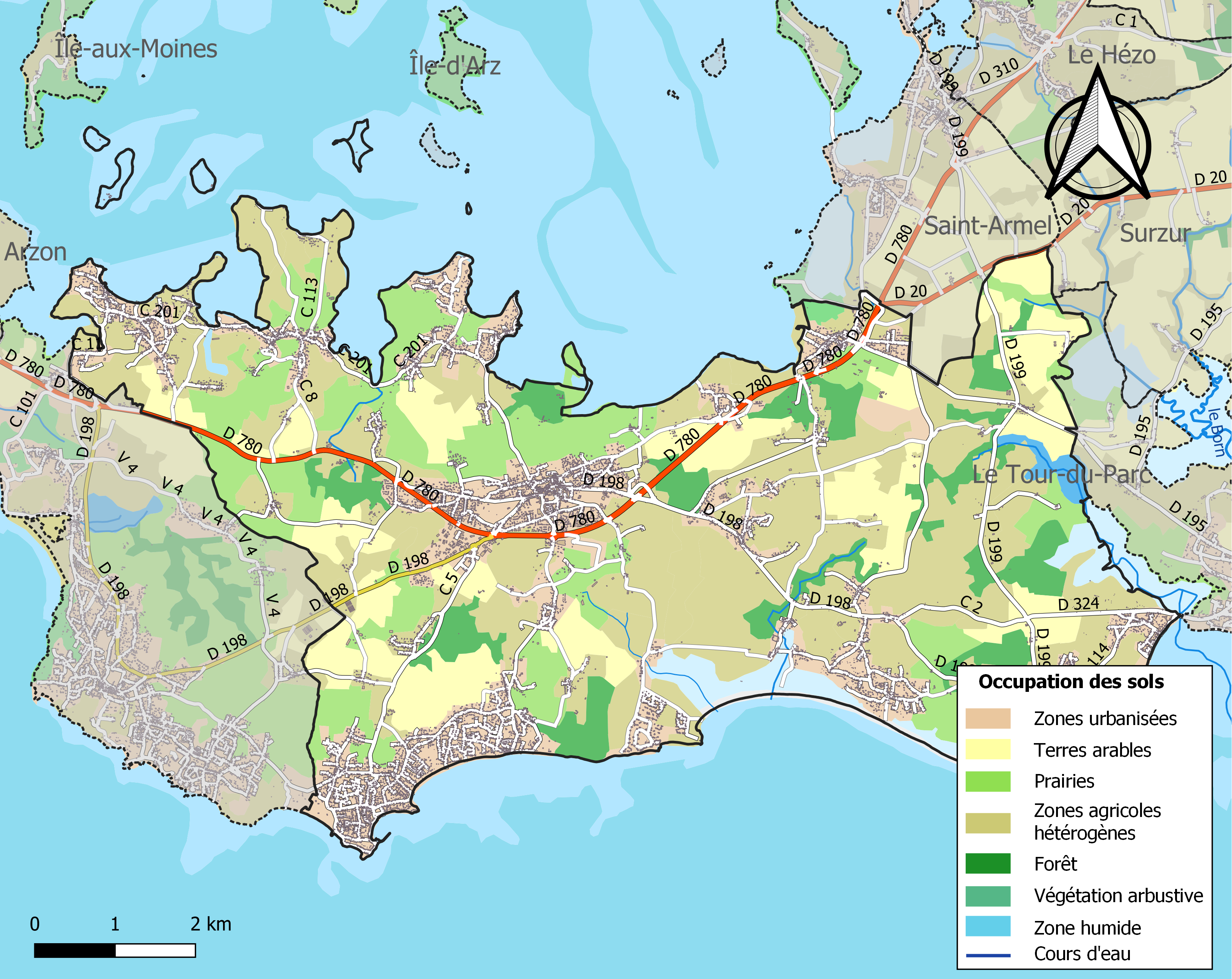
Carte des infrastructures et de l'occupation des sols de la commune en 2018 (CLC).

Le tableau ci-dessous présente l'occupation des sols de la commune en 2018, telle qu'elle ressort de la base de données européenne d’occupation biophysique des sols Corine Land Cover (CLC).
| Type d’occupation                                                                   | Pourcentage | Superficie (en hectares) |
| ----------------------------------------------------------------------------------- | ----------- | ------------------------ |
| Tissu urbain discontinu                                                             | 19,7 %      | 1176                     |
| Extraction de matériaux                                                             | 0,5 %       | 29                       |
| Équipements sportifs et de loisirs                                                  | 0,2 %       | 10                       |
| Terres arables hors périmètres d'irrigation                                         | 13,7 %      | 817                      |
| Prairies et autres surfaces toujours en herbe                                       | 15,6 %      | 930                      |
| Systèmes culturaux et parcellaires complexes                                        | 30,5 %      | 1821                     |
| Surfaces essentiellement agricoles interrompues par des espaces naturels importants | 6,5 %       | 389                      |
| Forêts de feuillus                                                                  | 3,4 %       | 204                      |
| Forêts mélangées                                                                    | 4,9 %       | 290                      |
| Forêt et végétation arbustive en mutation                                           | 0,2 %       | 9                        |
| Plages, dunes et sable                                                              | 0,5 %       | 31                       |
| Marais maritimes                                                                    | 2,8 %       | 169                      |
| Zones intertidales                                                                  | 1,0 %       | 59                       |
| Plans d'eau                                                                         | 0,5 %       | 32                       |
| Source : Corine Land Cover                                                          |             |                          |

## Histoire

### Préhistoire
L'existence de populations dans la région est attestée dès le Néolithique, comme le suggère la présence de mégalithes dans la commune (menhir de Kermaillard, dolmens de la pierre du Soleil, de la pierre bénite, allée couverte dite Grotte aux Fées dans le clos Rodus).

### Antiquité et Moyen Âge
Durant l'Antiquité et le haut Moyen Âge, le territoire est contrôlé par un castrum. La première mention connue de Rhuys et de ce castrum apparaît dans les Preuves de Dom Morice : Reuuisii pagus, mons et castrum in monte, au VIe siècle.

### Temps modernes
Siège de l'ancienne sénéchaussée royale de Rhuys, Sarzeau est unie au présidial de Vannes en 1564.
La presqu'île de Rhuys compte sous l'Ancien Régime quatre paroisses : Sarzeau, dont Saint-Armel est à l'époque une simple chapelle, Saint-Goustan (qui a formé l'actuelle commune de Saint-Gildas-de-Rhuys) avec ses trèves de Houat et Hœdic, Arzon et Ilur qui est annexée à l'Île-d'Arz en 1615. Il est tentant de chercher dans Sarzeau, qui recouvre les deux-tiers de la presqu'île, la paroisse primitive dont les autres auraient été démembrées mais la mer qui a modifié au cours des siècles les contours de la presqu'île, et les documents trop peu nombreux, trop incertains, ne permettent pas d'avaliser cette hypothèse.

### Révolution française
Le premier signal de l'insurrection royaliste dans l'Ouest de la France fut donné le 13 février 1791 dans la paroisse de Sarzeau par Toussaint de Francheville, comte de Pelinec, ancien officier de marine, qui marcha sur Vannes avec ses paysans depuis le château de Truscat en Sarzeau, au cri de Mon âme à Dieu, mon corps au Roi ; cette insurrection fut un échec.

### LeXIXesiècle
Gabriel de Francheville, fils de Toussaint de Francheville, qui fut lui aussi chouan, puis député, et ensuite membre de la "Société séricole pour l'amélioration et la propagation de la soie en France", s'intéressa dans la décennie 1840 au développement de la culture du mûrier et de l'élevage des vers à soie dans sa propriété du château de Truscat en Sarzeau ; mais cette tentative resta au stade expérimental.
En 1869, une épidémie de variole fit 56 malades et provoqua 8 décès à Sarzeau.
En 1887 une délégation des royalistes de Vannes, d'Arradon, de Plescop, de Sarzeau, de Theix, de l'Île-aux-Moines et de Saint-Avé se rendit à Jersey afin d'y rencontrer le comte de Paris qui y était en exil.

### LeXXesiècle

#### L'essor du tourisme et de l'ostréiculture
La commune bénéficie comme toute la presqu'île du développement du tourisme balnéaire et de l'émergence de l'activité ostréicole au XIXe siècle. Mis à la mode par le mouvement romantique, ce tourisme est à l'époque encouragé par les pratiques officielles des classes dirigeantes. A l'image de Gustave Flaubert, les premiers voyageurs viennent visiter Sarzeau pour découvrir le château en ruines de Suscinio. Ce n’est qu’au début du XXe s., avec l'arrivée des baigneurs, que le tourisme évolue vers des pratiques balnéaires qui, malgré tout, restent réservées à une élite. Ce dernier se démocratise avec la généralisation des congés payés, plus après 1945 qu'après 1936. Pour assurer ce développement, la commune est desservie de, 1910 à 1947, par le trafic ferroviaire de la Ligne de Surzur à Port-Navalo des chemins de fer du Morbihan, transport supplanté après la Seconde Guerre mondiale, et surtout après 1960, par l'automobile.

## Politique et administration

### Liste des maires

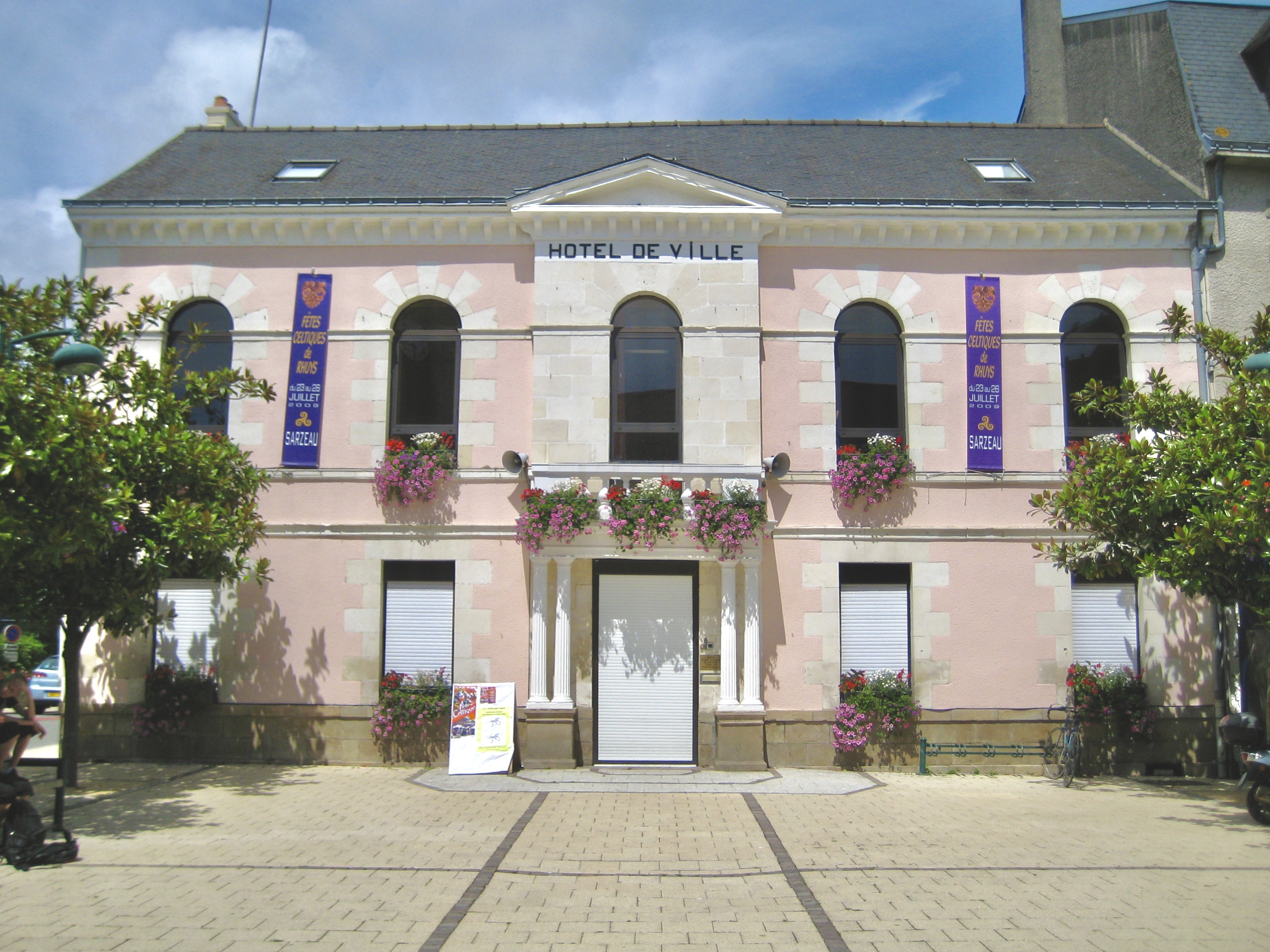
Mairie de Sarzeau.

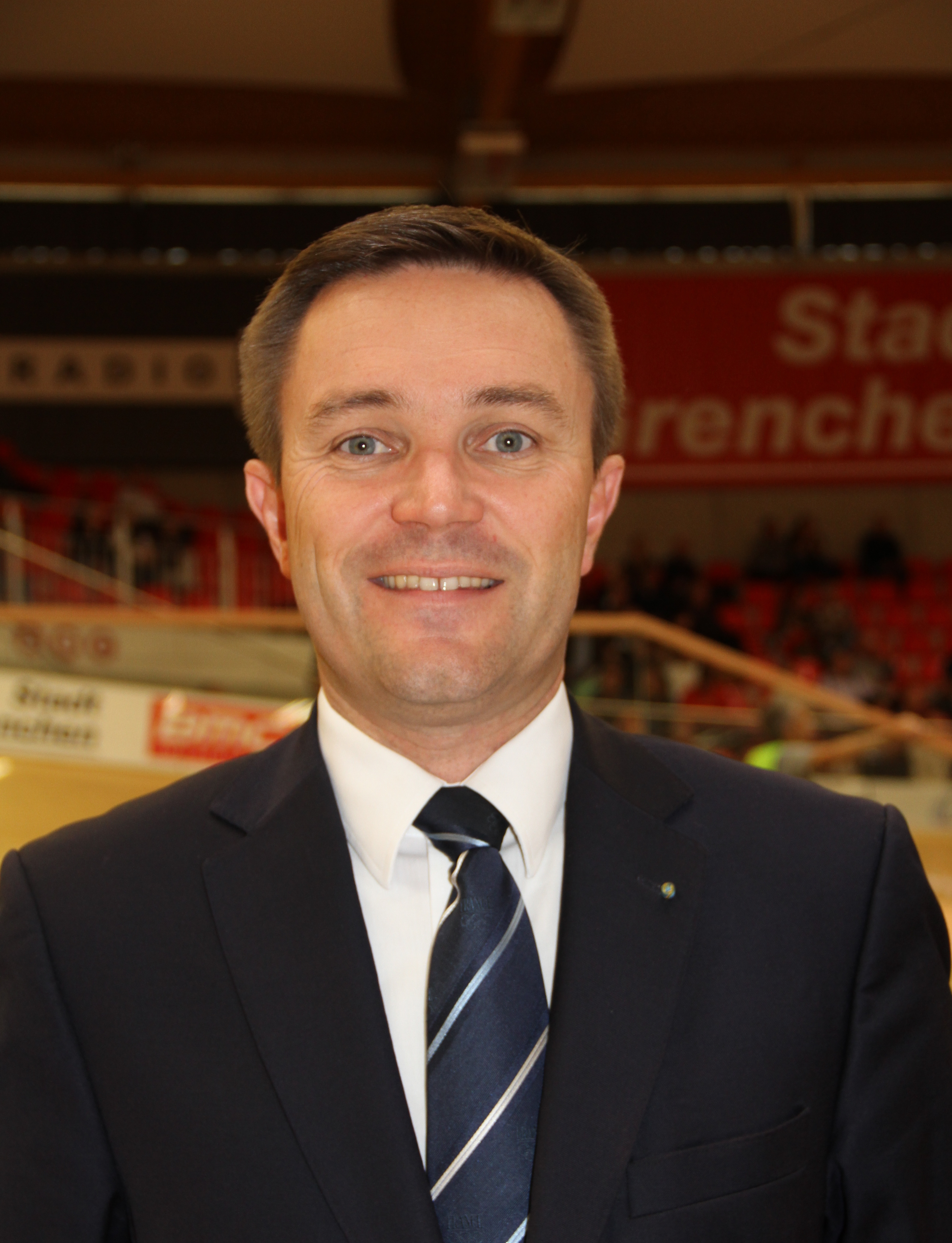
David Lappartient, maire de 2008 à 2021.

Pendant plusieurs périodes, d'autres personnes sont amenées à faire fonction de maire :
- 1812-1815 : Julien Pedron et Guillaume Dréano ;
- 1827-1830 : René Saintherant, Edouard Le Cars et Jean-Marie Pocard de Kerviler ;
- 1839-1841 : Jean Le Boulicaut ;
- 1848-1850 : Guillaume Blancho, Joachim Le Vaillant, Edouard Le Cars, Pierre Javouray et Eutrope Broni ;
- 1883-1884 : Louis Le Bouhellec ;
- 1915-1919 : François Baubigny (Elie de Langlais étant mobilisé durant la Première Guerre mondiale).

## Population et société

### Démographie
Ses habitants sont appelés les Sarzeautins.

#### Évolution démographique
L'évolution du nombre d'habitants est connue à travers les recensements de la population effectués dans la commune depuis 1793. Pour les communes de moins de 10 000 habitants, une enquête de recensement portant sur toute la population est réalisée tous les cinq ans, les populations de référence des années intermédiaires étant quant à elles estimées par interpolation ou extrapolation. Pour la commune, le premier recensement exhaustif entrant dans le cadre du nouveau dispositif a été réalisé en 2004.

En 2022, la commune comptait 9 068 habitants, en évolution de +15,63 % par rapport à 2016 (Morbihan : +3,82 %, France hors Mayotte : +2,11 %).
| 1793  | 1800  | 1806  | 1821  | 1831  | 1836  | 1841  | 1846  | 1851  |
| ----- | ----- | ----- | ----- | ----- | ----- | ----- | ----- | ----- |
| 5 576 | 5 380 | 6 224 | 5 902 | 6 126 | 7 016 | 6 901 | 7 165 | 7 425 |

| 1856  | 1861  | 1866  | 1872  | 1876  | 1881  | 1886  | 1891  | 1896  |
| ----- | ----- | ----- | ----- | ----- | ----- | ----- | ----- | ----- |
| 7 399 | 6 788 | 5 950 | 5 632 | 5 718 | 5 704 | 5 563 | 5 686 | 5 097 |

| 1901  | 1906  | 1911  | 1921  | 1926  | 1931  | 1936  | 1946  | 1954  |
| ----- | ----- | ----- | ----- | ----- | ----- | ----- | ----- | ----- |
| 5 011 | 4 787 | 4 659 | 4 040 | 3 969 | 4 042 | 4 009 | 3 995 | 3 701 |

| 1962  | 1968  | 1975  | 1982  | 1990  | 1999  | 2004  | 2006  | 2009  |
| ----- | ----- | ----- | ----- | ----- | ----- | ----- | ----- | ----- |
| 3 669 | 3 676 | 4 088 | 4 406 | 4 972 | 6 143 | 6 941 | 7 155 | 7 659 |

| 2014  | 2019  | 2022  | - | - | - | - | - | - |
| ----- | ----- | ----- | - | - | - | - | - | - |
| 7 802 | 8 791 | 9 068 | - | - | - | - | - | - |

#### Pyramide des âges
La population de la commune est relativement âgée.
En 2018, le taux de personnes d'un âge inférieur à 30 ans s'élève à 18,4 %, soit en dessous de la moyenne départementale (31,2 %). À l'inverse, le taux de personnes d'âge supérieur à 60 ans est de 52,8 % la même année, alors qu'il est de 31,3 % au niveau départemental.
En 2018, la commune comptait 4 014 hommes pour 4 473 femmes, soit un taux de 52,7 % de femmes, légèrement supérieur au taux départemental (51,51 %).
Les pyramides des âges de la commune et du département s'établissent comme suit.
| Hommes | Classe d’âge | Femmes |
| ------ | ------------ | ------ |
| 1,4    | 90 ou +      | 3,2    |
| 16,2   | 75-89 ans    | 18,1   |
| 32,9   | 60-74 ans    | 33,6   |
| 18,1   | 45-59 ans    | 17,3   |
| 11,6   | 30-44 ans    | 10,7   |
| 9,0    | 15-29 ans    | 7,3    |
| 10,9   | 0-14 ans     | 9,8    |

| Hommes | Classe d’âge | Femmes |
| ------ | ------------ | ------ |
| 0,8    | 90 ou +      | 2,2    |
| 8,5    | 75-89 ans    | 11,6   |
| 20,5   | 60-74 ans    | 21,6   |
| 20,6   | 45-59 ans    | 20     |
| 17     | 30-44 ans    | 16,3   |
| 15,5   | 15-29 ans    | 13     |
| 17,1   | 0-14 ans     | 15,2   |

### Enseignement
Les écoles et collèges sarzeautins dépendent de l'académie de Rennes.
| Écoles primaires publiques            | Collège public   | Établissements privés sous-contrat |
| ------------------------------------- | ---------------- | ---------------------------------- |
| École Marie Le Franc (centre bourg)   | Collège de Rhuys | École primaire Sainte-Anne         |
| École Les Korrigans (Saint-Colombier) | Collège de Rhuys | Collège Sainte-Marie               |

### Manifestations sportives
Athlétisme
- Ultra Marin Raid Golfe du Morbihan

Cyclisme
- Tour de Rhuys cycliste
- Ville d'arrivée de la 4e étape du tour de France le 10 juillet 2018.

### Cultes et lieux de culte
Culte catholique

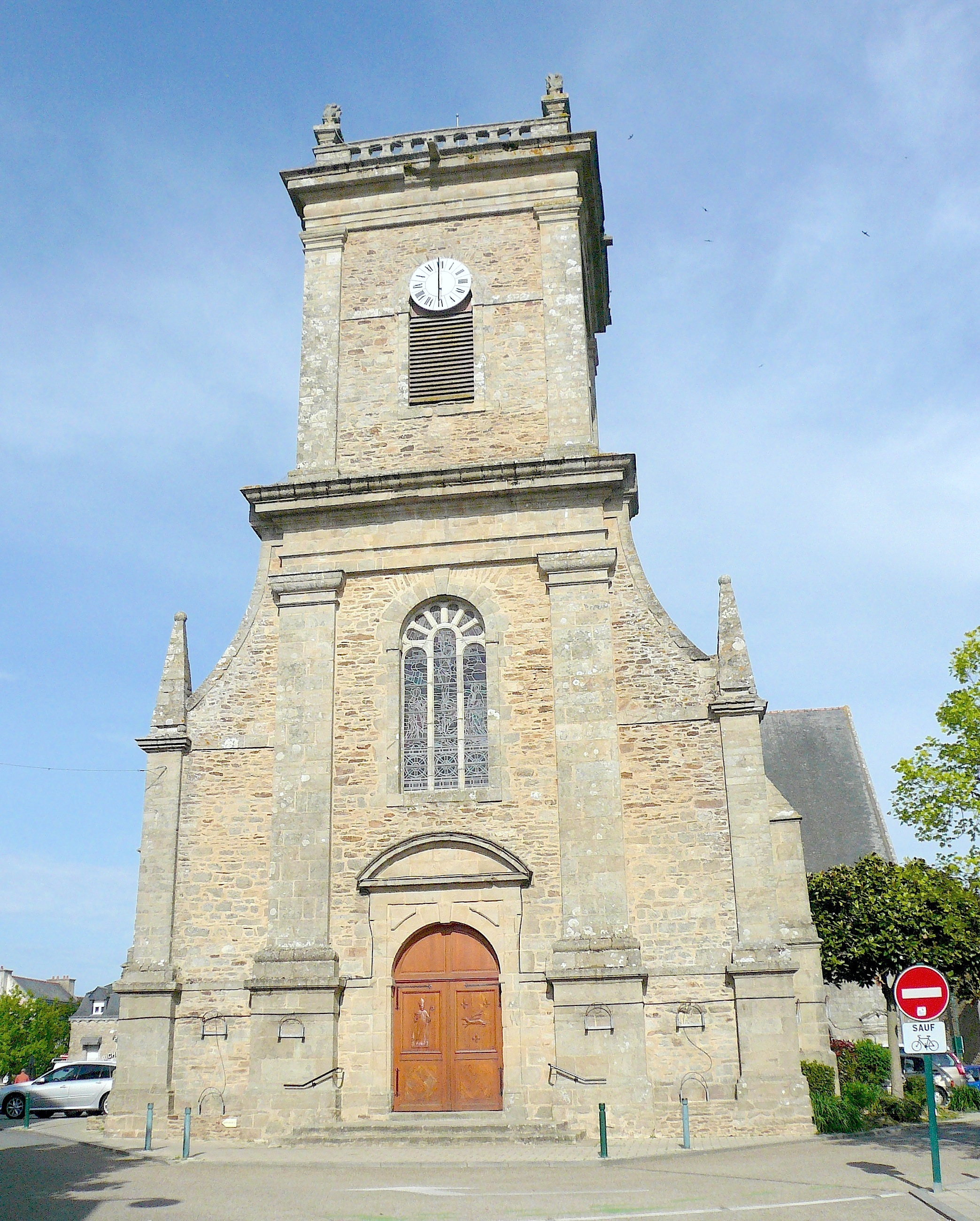
Église Saint Saturnin de Sarzeau.

Le territoire de Sarzeau comprend trois paroisses : Penvins, Brillac et Sarzeau. Cette dernière est le siège du doyenné de Sarzeau, qui regroupe en outre les paroisses du Hézo, du Tour-du-Parc et de Saint-Gildas-de-Rhuys.

## Culture et patrimoine

### La langue bretonne
Le nom en breton de la commune est Sarzhav (prononcé [saˈʁaw]). Le canton de Sarzeau constitue la limite Sud de la partie bretonnante du diocèse de Vannes (Bro Gwened). La pratique du breton a décliné au long du XXe siècle, et ce en plusieurs étapes : d'abord à Arzon, Saint Gildas-de-Rhuys et dans le bourg de Sarzeau de 1900 à 1930, puis sur les rives du Golfe, dans l'entre-deux-guerres, enfin sur le littoral Sud-Est des années 1940 à 1970. Aujourd'hui, Penvins, Banastère et Suscinio sont les derniers villages de la presqu'île où l'on trouve quelques personnes âgées pratiquant encore la langue de leurs ancêtres.
Ce recul du breton, plus précoce que dans les cantons de l'intérieur du Vannetais, s'explique par plusieurs facteurs : outre les facteurs généraux, valables pour toutes les langues minoritaires, se sont ajoutées ici la pénétration de la nouvelle langue par le relais des marins et la vague touristique à partir de 1950.
Néanmoins, l'existence d'une filière scolaire bilingue à Sarzeau, depuis les années 1990, montre l'attachement d'une partie de la population à son identité et à sa culture. On peut signaler que :
- l’adhésion à la charte Ya d'ar brezhoneg (« Oui au breton ») a été votée par le conseil municipal le 20 décembre 2006 ;
- le 28 novembre 2011 a été remis à la commune le label Ya d'ar brezhoneg de niveau 1 ;
- à la rentrée 2016, 36 élèves étaient scolarisés dans les classes bilingues (soit 7,1 % des enfants de la commune inscrits dans le primaire)[47].

### Lieux et monuments
- le château de Suscinio est le principal monument historique de Sarzeau. Édifié au sud de la presqu'île de Rhuys, entre forêt et marais et à proximité immédiate de l'océan, le château de Suscinio fut au Moyen Âge, une des résidences préférées des ducs de Bretagne et de leur cour. Construit principalement au XIIIe siècle, pendant le règne de Jean Ier, le château était avant tout une résidence de plaisirs, les ducs de Bretagne aimaient venir chasser dans la grande forêt qui l'entourait. Fortifié par la suite au cours du XVe siècle, il fut propriété de la couronne de France sous le règne de François Ier. Dès lors, n'ayant plus le rayonnement d'antan, le château tombe progressivement en ruine jusqu'à ce qu'il soit vendu comme bien national à la Révolution française où il servit de carrière de pierres. Le château en a beaucoup souffert. Prosper Mérimée, alors inspecteur général des monuments historiques, le fait entrer dans sa toute première liste des monuments historiques de 1840[48],[49]. Acquis en 1965 par le conseil général du Morbihan, il a depuis connu plusieurs étapes de restauration, étalées sur une trentaine d'années. En 1975, lors de travaux de terrassement au bord des douves, côté Sud, les ruines d'une chapelle furent découvertes. Probablement incendiée à la fin du XIVe siècle, des pavements du XIVe siècle ont été mis au jour. Cette découverte, de par son étendue (plus de 30 000 pavés sur 300 m2) et de par la variété des techniques utilisées (terre cuite, faïence), en fait une collection unique en Europe. En 1995, les toitures du logis Ouest et de la tour neuve, détruites à la Révolution française, font l'objet d'une restitution minutieuse. Actuellement, même si le château n'est pas entièrement restauré, il a retrouvé son allure de forteresse médiévale ;

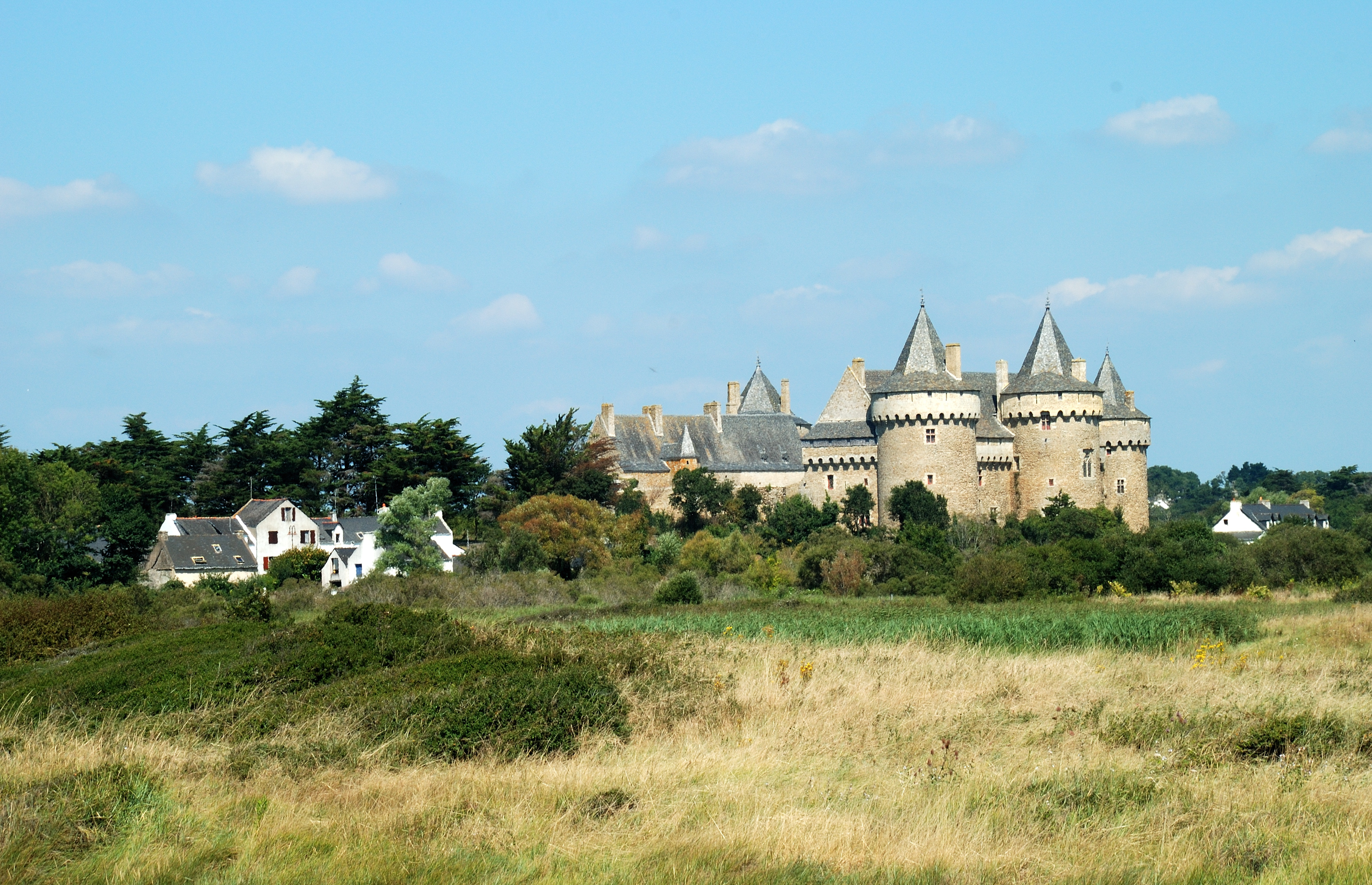
Le château de Suscinio.
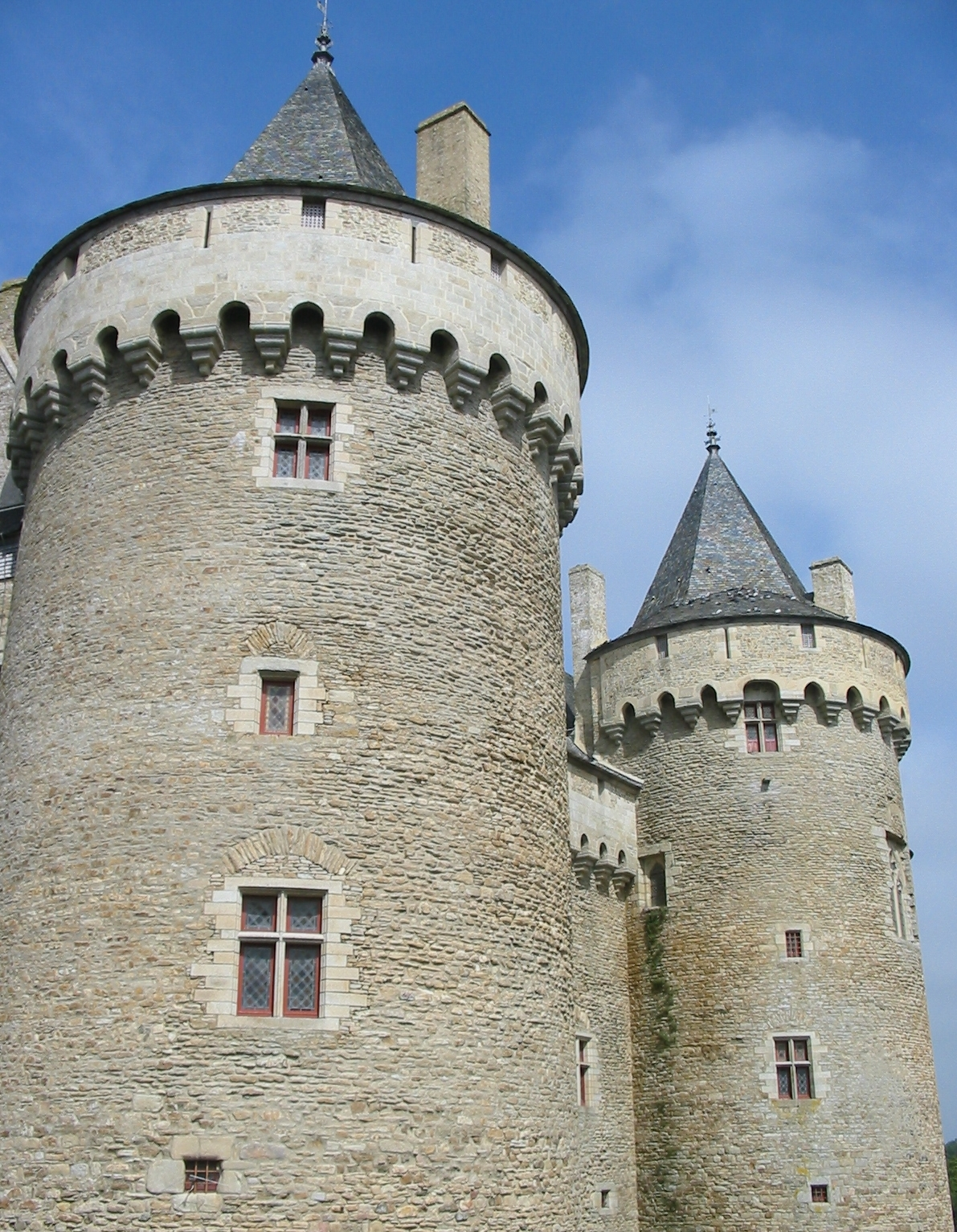
Les tours du château de Suscinio.

- le château de Kerlevénan (XVIIIe siècle), pavillon chinois, chapelle familiale et parc à l'anglaise. Ceux du Neret, de Truscat et de Kergeorget, eux aussi construits sur les rives du golfe, datent de la même époque. Classé MH[50]. Le château de Kerlevénan est la résidence du marquis de Gouvello de Kériaval, grand propriétaire de la commune de Sarzeau ;
- le château de Truscat, château de 1702, remanié vers 1830 par Gabriel de Francheville à l'emplacement d'un manoir du XVIe siècle, après 1850, son fils Jules poursuivit les travaux d'embellissement. Chapelle du XVIIe siècle. Le château est au milieu d'un beau parc au bord du golfe aux arbres centenaires ; il appartient aux descendants des Francheville depuis plus de cinq siècles. En 1815, le général Bernadotte, futur roi de Suède, y présida la fête de la Pacification. Ami de Jules de Francheville, Frédéric Ozanam y séjourna souvent. Propriété des descendants et héritiers de la famille Dumoulin de Paillart ;
- le château de Kerthomas, acheté par Jules de Francheville à madame d'Osmond, née du Pont-Bellanger. La rénovation de cette propriété fut réalisée par l'architecte rennais Jacques Mellet. De l'ancien manoir, il ne reste que la partie centrale qui a été noyée de tourelles d'inspiration Violet-Leduc. Cette propriété appartient toujours à des descendants de Jeanne Blanche de Francheville et de Jules Dumoulin de Paillart, son mari. Il est recensé à l'inventaire général du patrimoine culturel[51] ;
- le château de Keralier, XVIIe siècle, propriété des Bénéat-Chauvel. Il possède une chapelle privative dédiée à sainte Marguerite ;
- le château de Keraüel, ancien pavillon de chasse et domaine viticole rénové par Élie de Langlais (maire et conseiller général) en 1905, d'après des plans dressés par l'architecte Joseph Caubert de Cléry qui demeurait à Vannes. Propriété de la famille Raison du Cleuziou ;
- le château de Kergeorget, construit vers 1860 pour Amédée de Francheville, peut-être par Jacques Mellet architecte rennais. Il est recensé à l'inventaire général du patrimoine culturel[52] ;
- le château du Néret. XIXe siècle, il est recensé à l'inventaire général du patrimoine culturel[53] ;
- le château Sainte-Marguerite date du XIXe siècle, il est recensé à l'inventaire général du patrimoine culturel[54] ;
- le manoir de Beg Lann date du XVIe siècle, il est recensé à l'inventaire général du patrimoine culturel[55] ;
- le manoir de Brenudel date du XVIIe siècle, il est recensé à l'inventaire général du patrimoine culturel[56] ;
- le manoir de Kergeorget Braz. Château construit vers 1856 par le comte Amédée de Francheville, maire et conseiller général, face au golfe. Propriété de M. Le Manchec ;
- le manoir de Kerbot date du XVIe siècle, il est recensé à l'inventaire général du patrimoine culturel[57]. Propriété du marquis de Gouvello de Keriaval ;
- le manoir de Kerhars date du XVIe siècle, il est recensé à l'inventaire général du patrimoine culturel[58]. Propriété du marquis de Gouvello de Keriaval ;
- le manoir de Kerampoul, inscrit ISMH, XVIe siècle, à Penvins. Propriété du marquis de Gouvello de Keriaval ;
- le manoir de Kerguet date des XVe et XVIe siècles, il est recensé à l'inventaire général du patrimoine culturel[59] ;

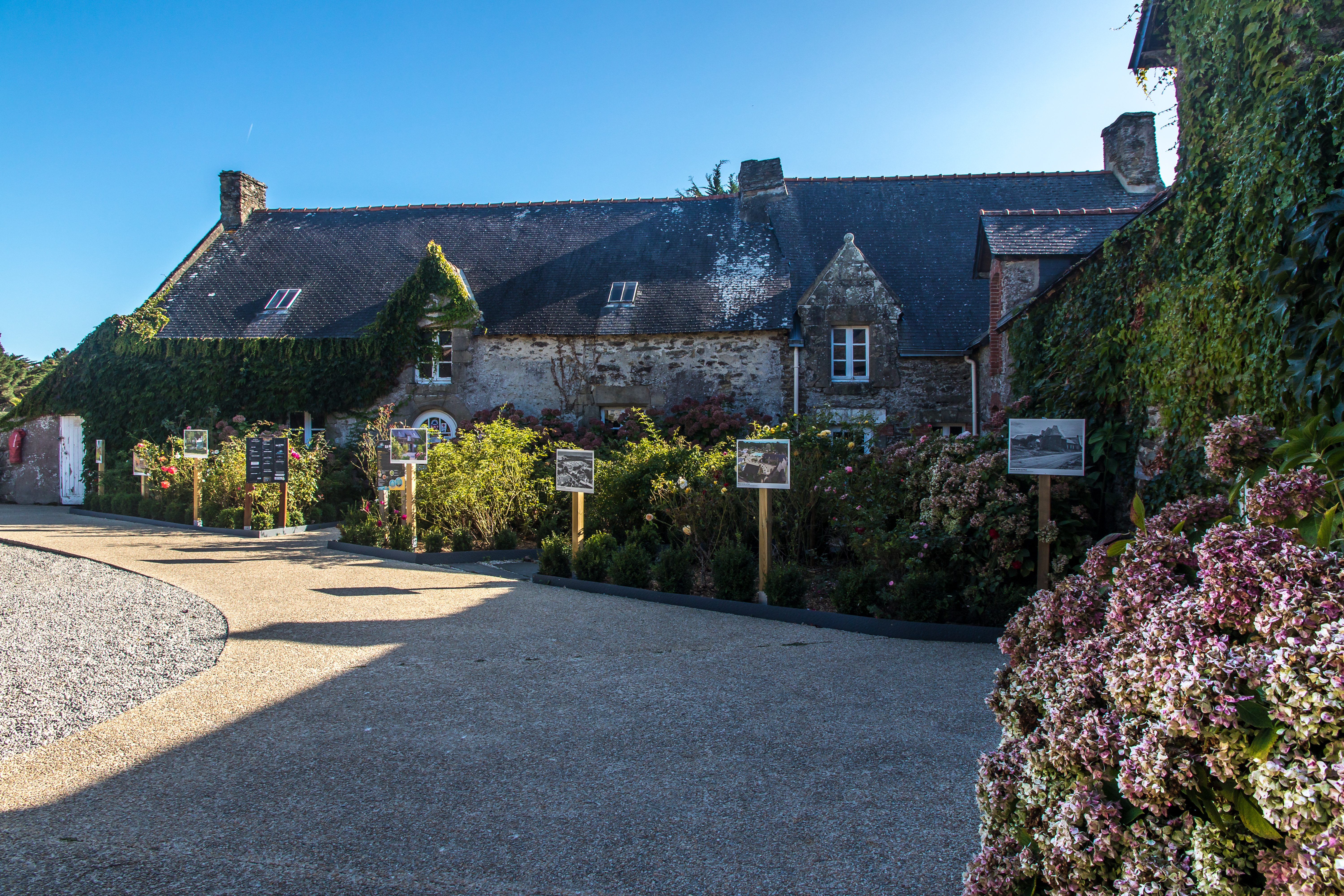
Le manoir de Kerampoul.

- le manoir de la Cour Penvins. Propriété des Francheville, puis d'Olivier de Langlais, ancien maire de Sarzeau, avant de passer à la famille de la Berrurière de Saint Laon. Le manoir de la Cour-Penvins était déjà en ruine au XVIIIe siècle, à son emplacement est construit, d'après des plans de l'architecte Joseph Caubert de Cléry, architecte à Vannes, au XIXe siècle un relais de chasse par M. Olivier de Langlais, maire de Sarzeau. L'ancien manoir avait un oratoire privé ;
- le manoir de Kerlin. Colombier remarquable ;
- le manoir du Vertin ;
- Le manoir de la Motte-Rivaud date des XVIe et XVIIe siècles, il est recensé à l'inventaire général du patrimoine culturel[60] ;
- le manoir de la Brousse.
- le manoir du Bas Pâtis date des XVIe et XVIIIe siècles, il est recensé à l'inventaire général du patrimoine culturel[61] ;
- le manoir du Haut Pâtis est recensé à l'inventaire général du patrimoine culturel[62] ;
- le manoir de Coffournic date des XVIe et XVIIe siècles, il est recensé à l'inventaire général du patrimoine culturel[63] ;

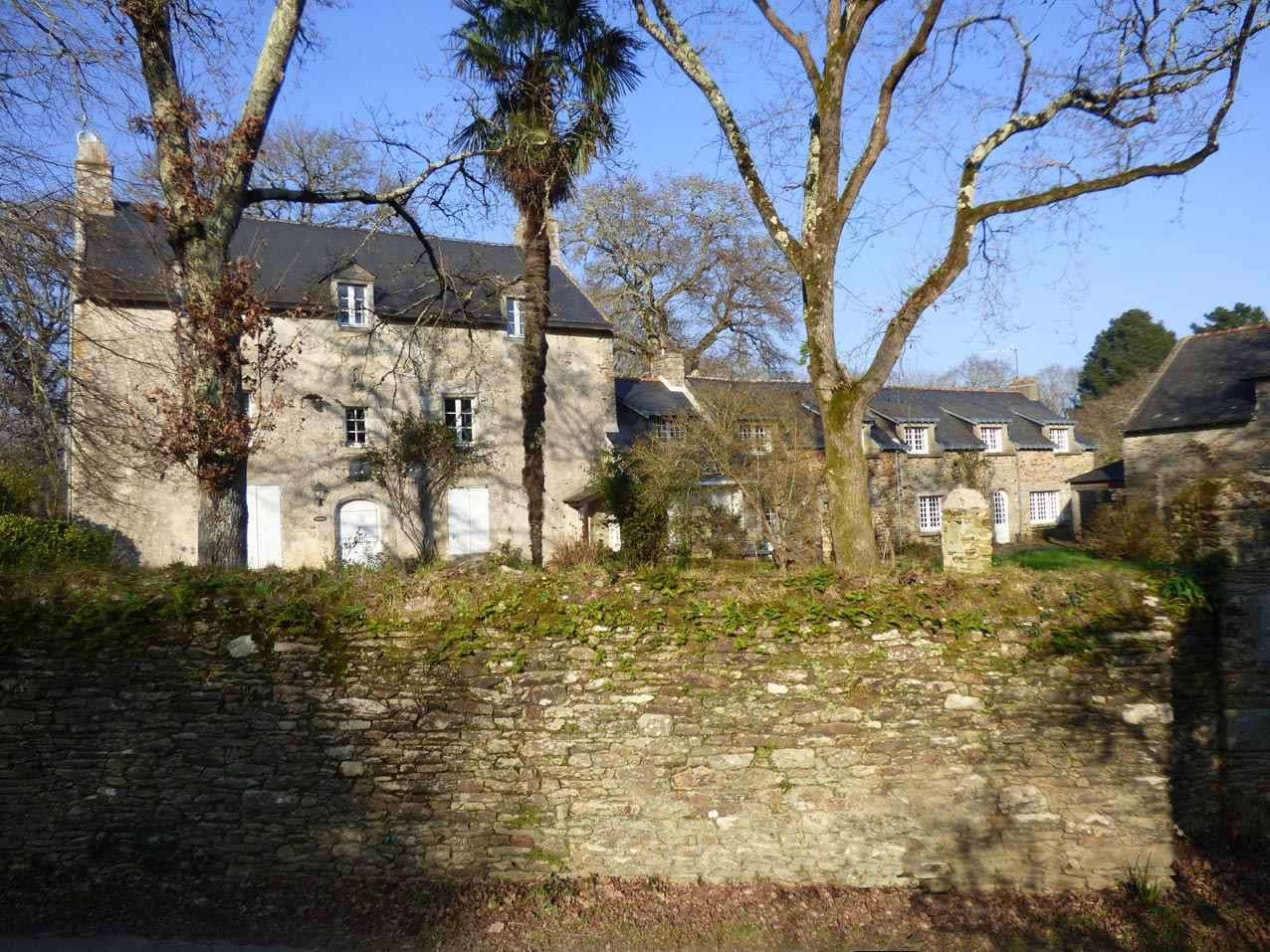
Le manoir de Coffournic en 2021.

- Le manoir de Kerstephany ;
- le manoir de la Noëdic, du XVe siècle. Le manoir de la « lande en face d'Hoedic » serait une des terres nobles les plus anciennes de Rhuys. Ancienne demeure de la famille du Bois de la Salle, elle passa aux Sovrel en 1623. Le peintre alsacien Xavier Haas séjourna à La Noëdic vers 1930. Aujourd'hui dissimulé au sein de vastes bois de plantation récente, non loin de l'océan, le manoir est une construction en équerre. Le logis méridional est du XVe siècle tandis que l'aile en retour date du XVIIIe siècle. La porte d'entrée est surmontée des armes des Cléguennec. Le puits monumental au centre de la cour, de 2,50 m de diamètre, est un des plus beaux de la région. Une chapelle existait en 1840, qui a complètement disparu de nos jours. On aperçoit un très beau calvaire qui remonterait au Moyen Âge près du manoir ;
- le manoir du Port de Lan Hoedic, il est recensé à l'inventaire général du patrimoine culturel[64] ;
- le manoir du Vertin date du XVIe siècle, il est recensé à l'inventaire général du patrimoine culturel[65] ;
- la villa Coëtihuel, sur le site d'un ancien manoir qui a conservé sa chapelle du XVIIe siècle. Propriété de Mlle Masset du Biest.

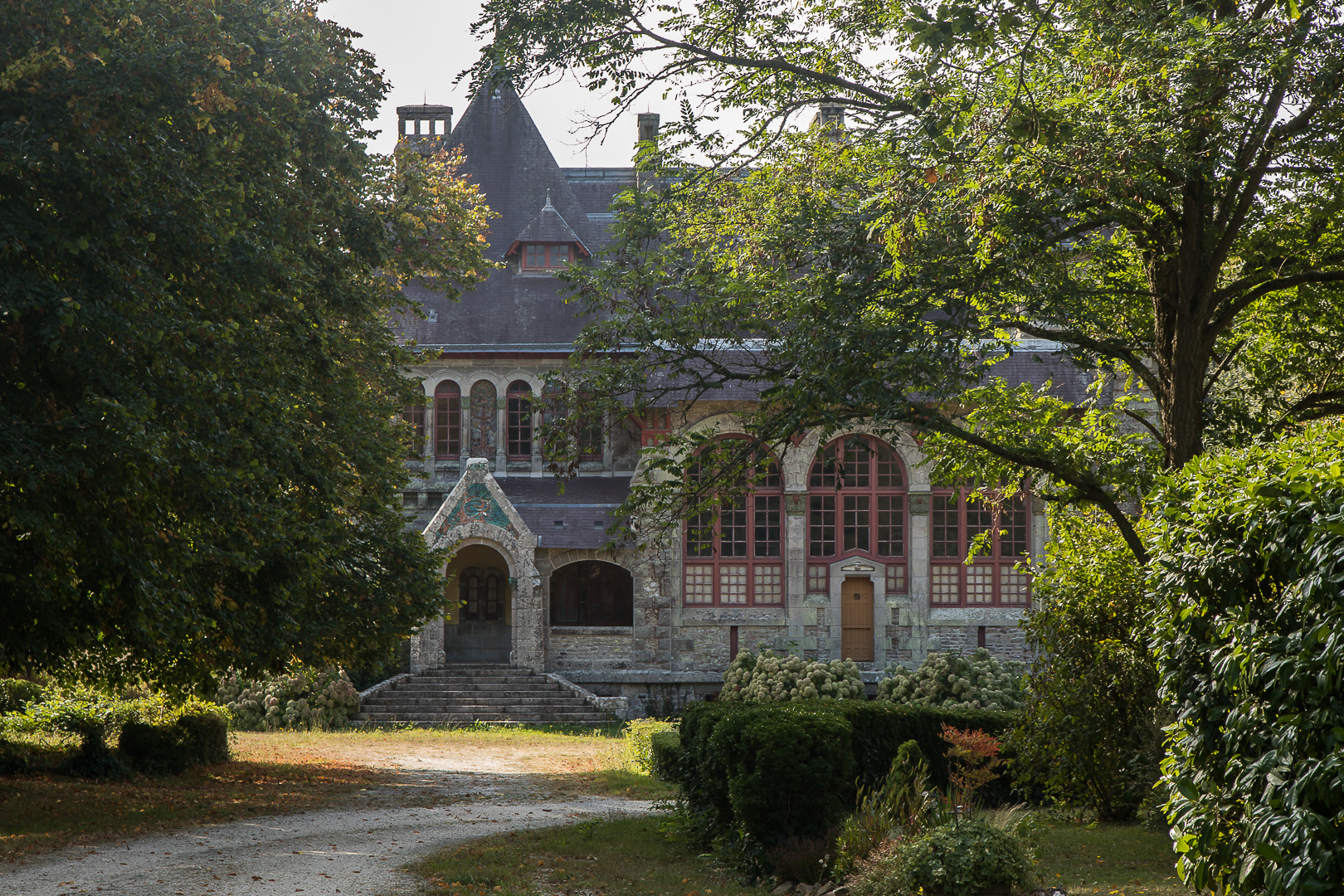
La villa Coëtihuel.

- La Villa de Rhuys, route de Vannes, propriété de la famille Bonnet des Paillerets.
- Le menhir de Kermaillard est le plus important site mégalithique de Sarzeau. On trouve également des dolmens à Brillac (Er Roh[66],[67]), à Kergillet (Lannek er Men) et deux autres grands menhirs couchés, l'un à Largueven, l'autre, nommé Men heol, près de la Villeneuve.
- Le menhir du château d'eau de Bodérin entre Sarzeau et Penvins.

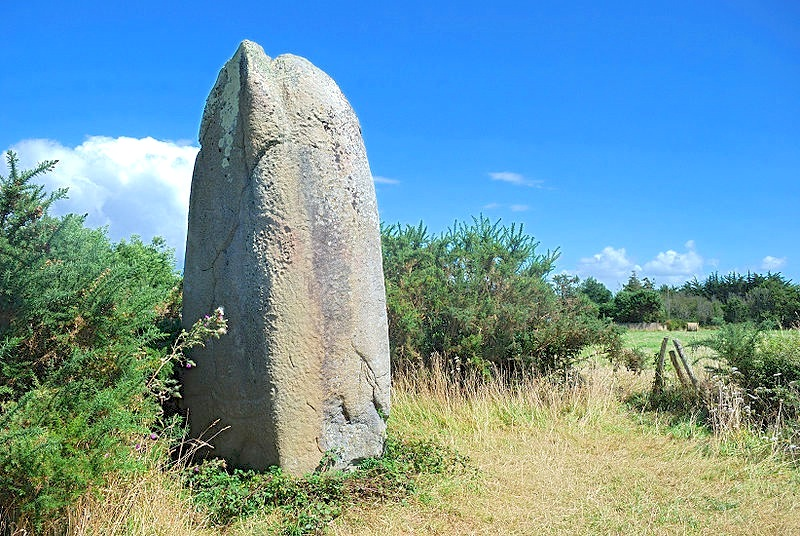
Le menhir de Kermaillard.
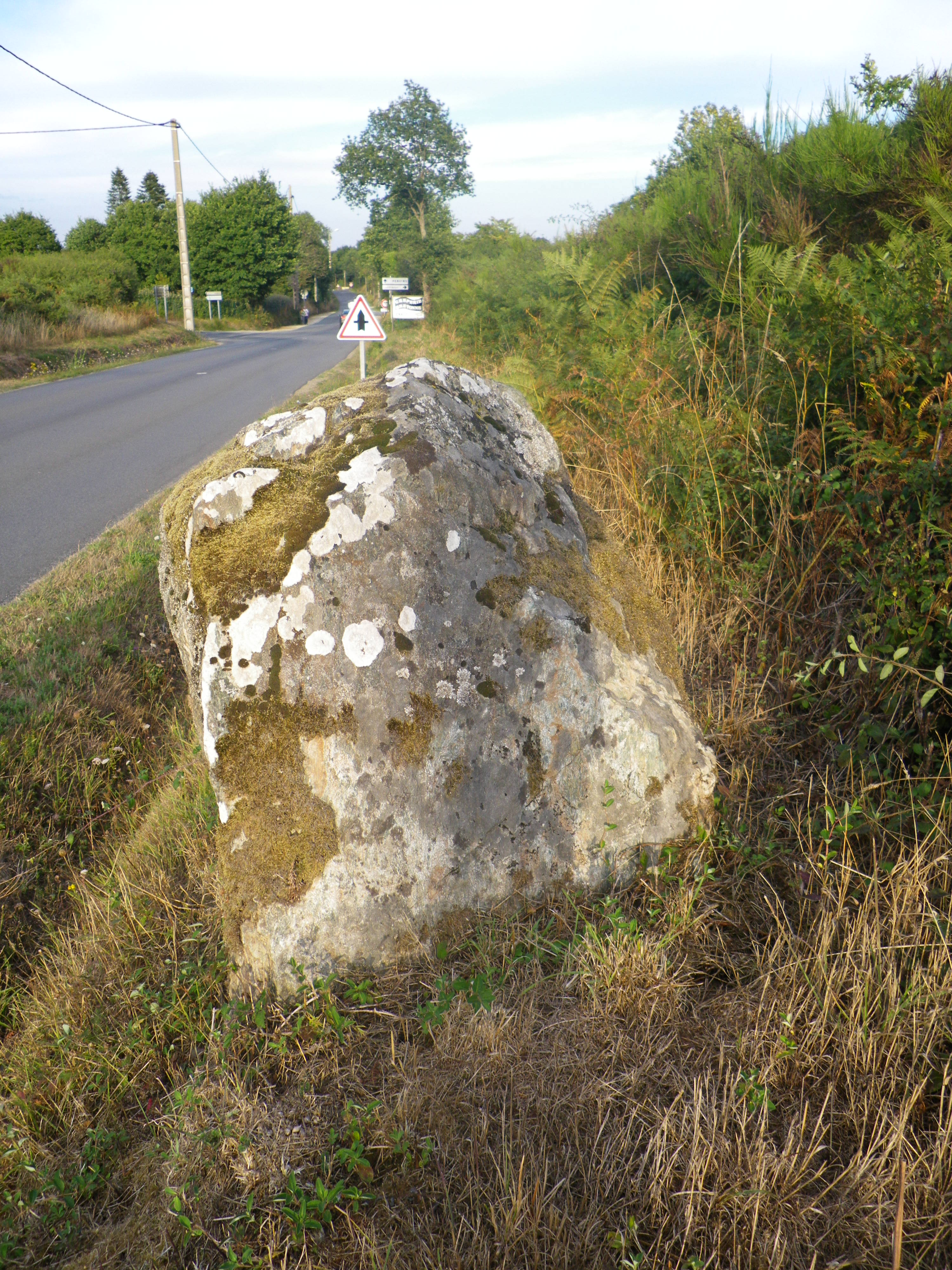
Le menhir près du château d'eau de Bodérin.

#### Monuments religieux
- L'église paroissiale Saint-Saturnin, rue de la Poste, édifiée au XVIIe siècle en 1670[68].
- L'église de Penvins, route du Ménez.
- L'église Saint-Colombier, rue du Stang.
- L'église Saint-Pierre de Brillac, 2 chemin du Porh Ut.
- La chapelle de Kerguet, 20 place du Porh Keribat.
- La chapelle du château de Kerlévenan.
- La chapelle Notre-Dame-de-la-Côte, route de La Chapelle, (XVIIe siècle puis XIXe siècle) édifiée à Penvins entre terre et mer. Elle se situe à l'emplacement d'un site gallo-romain, ayant lui-même succédé à un site de l'Âge du fer. Sa disposition en forme de croix grecque lui permet de mieux résister aux vents violents venus de la mer. La chapelle actuelle, due à la générosité de la famille de Francheville, a succédé à deux chapelles antérieures. Elle faillit être détruite pendant la Seconde Guerre mondiale car elle constituait un repère pour la navigation, mais fut sauvée grâce à l'acharnement de l'abbé Buquen, vicaire de Penvins[69].
- La chapelle Saint-Martin, 3060 route de Saint-Martin : elle date de 1772, mais a été fortement remaniée au XIXe siècle. Trois crânes sont incrustés dans le mur au-dessus du bénitier.
- La chapelle de Trévenaste, rue Tal er Chapel.

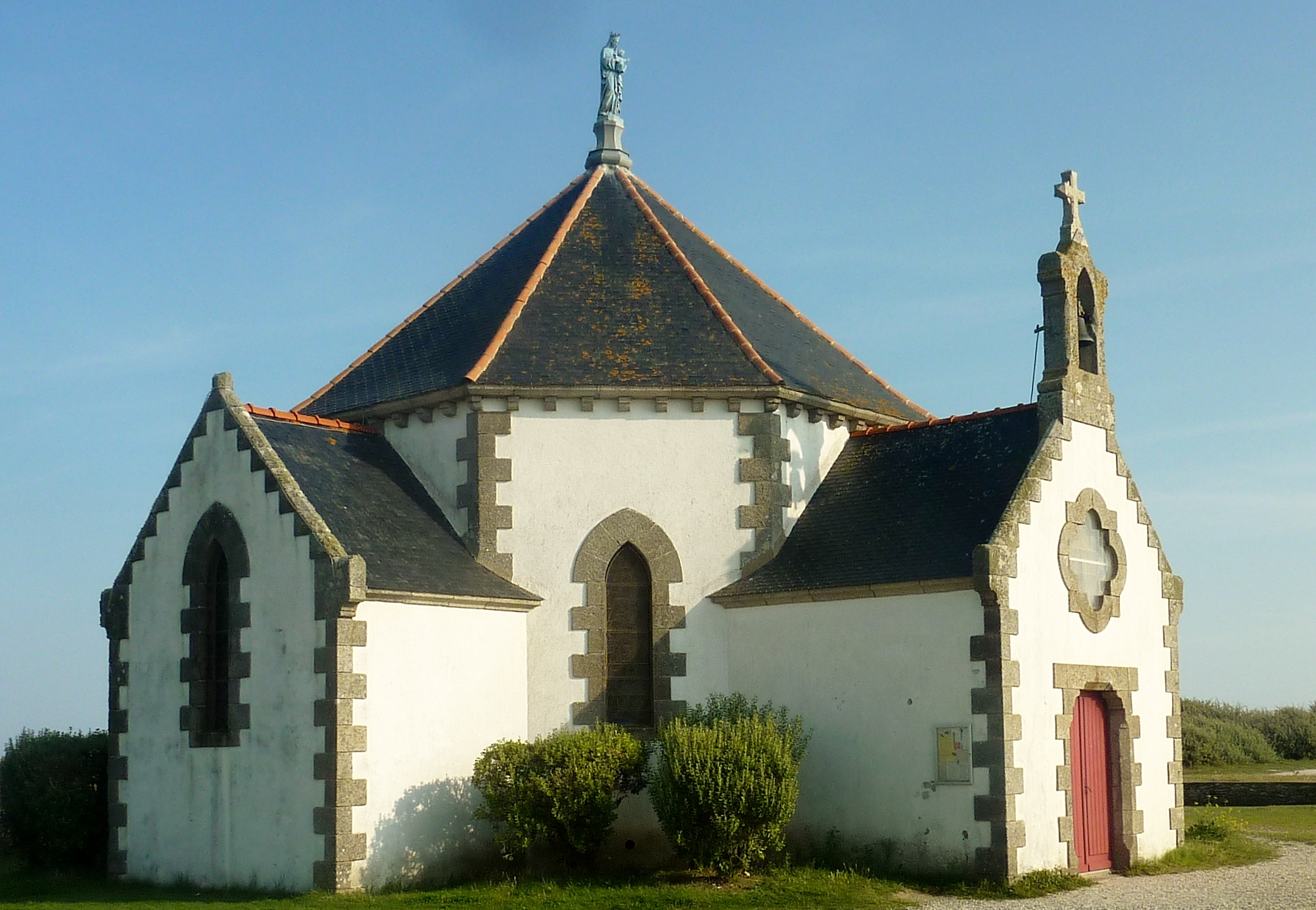
La chapelle Notre-Dame-de-la-Côte à la pointe de Penvins.
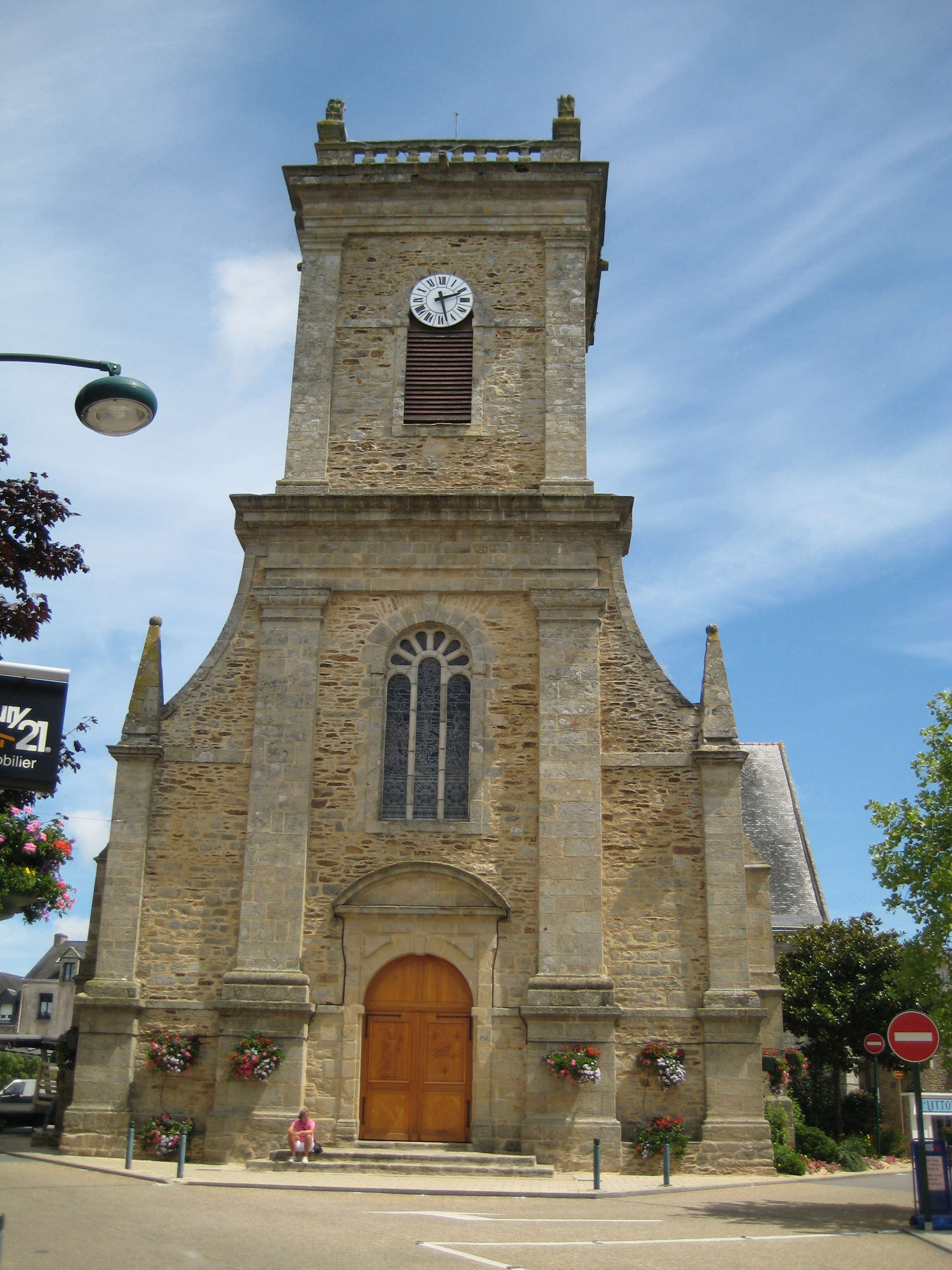
L'église paroissiale Saint-Saturnin.

- À proximité (mais sur la commune de Saint-Gildas-de-Rhuys), l'abbaye Saint-Gildas de Rhuys (XIe siècle).

#### Sites naturels
- Les multiples anses, criques et pointes en bordure du golfe du Morbihan dans les petits villages paisibles, entre autres, de Bénance, le Ruault, Prat-Bihan, Bernon, Brillac, Bréhuidic et du typique petit port breton du Logeo.
- La réserve ornithologique du Duer, située à l'entrée de Sarzeau, elle est délimitée par la route départementale 780.
- Le Roaliguen, plage sur l'océan située au sud de Sarzeau, forme avec celle de Kerfontaine à l'ouest et celles de Landrezac et Penvins à l'est un ruban de sable fin de 12 km.
- Le port de Saint-Jacques, dont les parties les plus anciennes ont été construites vers 1910. La digue principale a été prolongée en 1955 et dotée d'un feu ; celui-ci a été déplacé en 1988 lors de la dernière extension du port, en béton armé. Il a jusqu'ici accueilli une petite flotte de pêche côtière, spécialisée dans les crustacés, qui cohabite avec les plaisanciers, de plus en plus nombreux. Ce port est dominé par les vieux villages de la Grée, Kerfontaine et Kerignard où quelques vieilles maisons de pêcheurs témoignent de l'habitat traditionnel du Morbihan. Depuis les années 1960, l'urbanisation intensive liée au tourisme - qui a heureusement évité le gigantisme d'autres stations balnéaires - a fini par les relier entre eux.

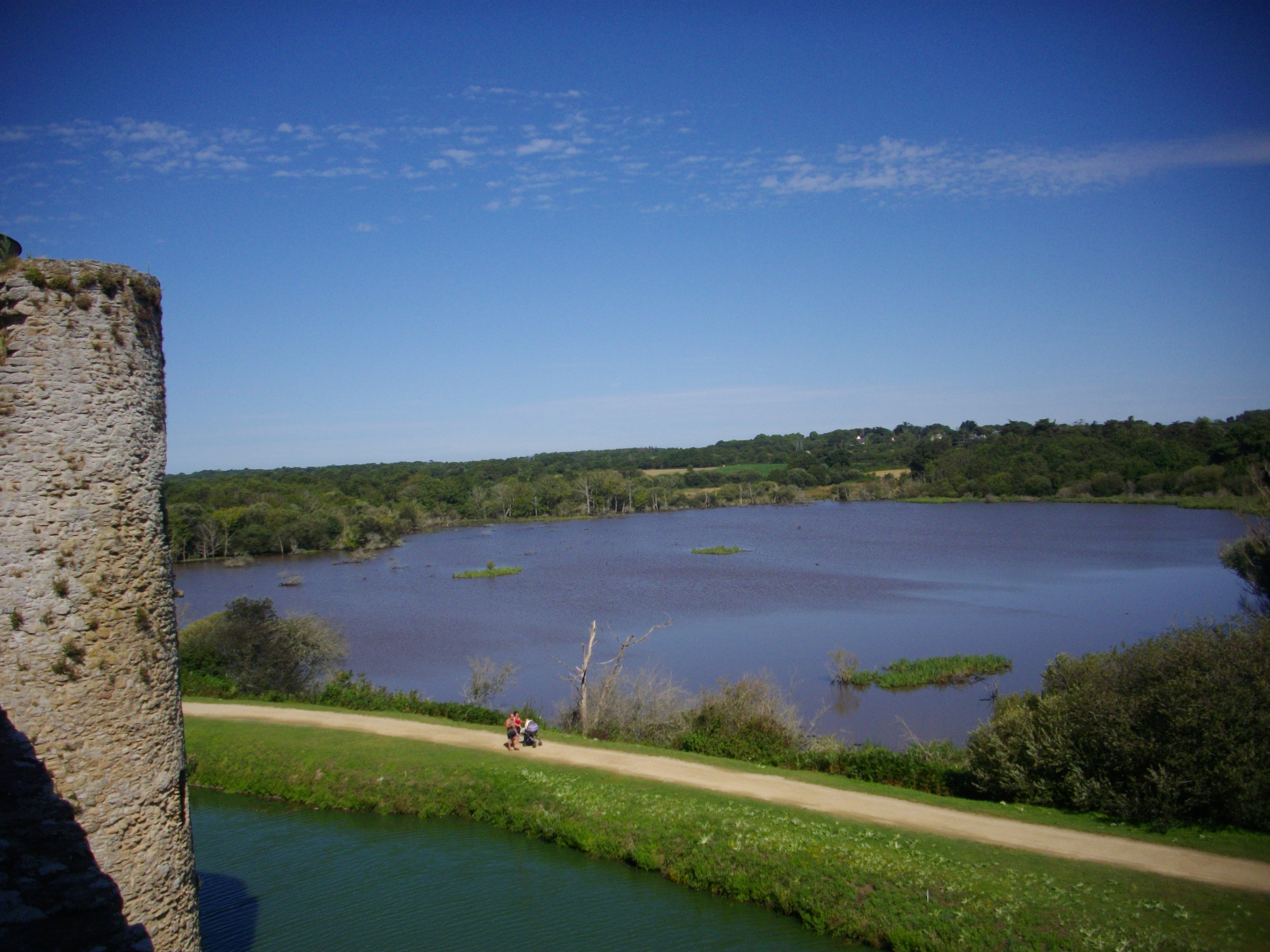
Le marais de Suscinio.

### Manifestations culturelles et festivités
De nombreux évènements sont organisés tout au long de l'année sur la commune de Sarzeau.
- Fête du Printemps

Organisée tous les deux ans fin mai, il s'agit d'un concours de jeux traditionnels bretons qui oppose des équipes provenant des différents quartiers de la commune.
- Semaine du Golfe

La Semaine du Golfe est une fête maritime qui se tient tous les deux ans pendant la Semaine de l'Ascension dans les ports des communes littorales du Golfe du Morbihan. À Sarzeau, elle a lieu au Logeo.
- Fête du Carénage

La fête du Carénage a lieu elle aussi tous les deux ans au Logeo la semaine de l'Ascension, mais à l'inverse de la semaine du Golfe.
- Fête de la Mer

Elle est organisée par le comité des fêtes de Saint-Jacques deux fois chaque été, aux alentours du 14 juillet et du 15 août.
- Fêtes Celtiques de Rhuys

Organisée par la municipalité, les fêtes celtiques de Rhuys ont lieu chaque année la dernière semaine de juillet et permettent de faire découvrir la culture bretonne et celtes aux estivants, grâce à des projections de films, des concerts et des scènes ouvertes aux musiciens locaux. Le point d'orgue de cette manifestation reste la journée du dimanche, avec le défilé des cercles celtiques et des bagadou dans les rues du bourg le matin, suivi l'après-midi d'un spectacle de danse et de musique bretonne.

### Héraldique, logotype et devise
| Blason de Sarzeau | parti, à trois fleurs de lys d'or, et d'hermine, au chef de gueules chargé d'un vaisseau d'argent habillé et flammé du même |

La devise de la commune est A fluctibus Opes qui signifie La richesse vient de la mer.

## Personnalités liées à la commune
- Famille de Sérent.
- Arthur III de Bretagne dit le « Connétable de Richemont » ou « le Justicier » (né le 24 août 1393, au château de Suscinio à Sarzeau - mort le 26 décembre 1458 à Nantes), fils de Jean IV, duc de Bretagne, et de sa troisième épouse Jeanne de Navarre, fut connétable de France à partir de 1425 et duc de Bretagne de 1457 à 1458.
- Famille de Francheville : Gabriel, Amédée et Jules eurent des rôles politiques et culturels importants au cours du XIXe siècle.
- Alain-René Lesage (Sarzeau 1668-1747), romancier et auteur dramatique français. Il a notamment écrit : Le Diable boiteux (1707), Turcaret (1709), Gil Blas de Santillane (1715-1735).
- Amédée de Gouvello (1821 - château de Kerlevénan à Sarzeau 1907), homme politique.
- Marie Le Franc (Sarzeau 1879 - Saint-Germain-en-Laye 1964), femme de lettres franco-québécoise. Elle a écrit notamment Grand Louis l'innocent qui lui fit obtenir le Prix Fémina en 1927. D'autres ouvrages sont parus comme Pêcheurs du Morbihan (1946).
- Adrien Régent[71] (1859-1945), a publié La Presqu’île de Rhuys (1902), Le Golfe du Morbihan et la rivière d'Auray (1904).
- Xavier de Langlais (Sarzeau 1906 - Vannes 1975), peintre, graveur, écrivain.
- Marie-Louise Kergourlay, résistante bretonne, intendante du Collège de Rhuys à Sarzeau.
- Joseph Lequinio (Kerblay 15 mars 1755 - Sarzeau 19 novembre 1814), révolutionnaire actif, proche des Jacobins, et le promoteur de la déchristianisation de la Charente-Inférieure.
- Jean-Marc Ayrault, premier ministre de juin 2012 à avril 2014, y possède une résidence de vacances.